# Moinville-la-Jeulin
Moinville-la-Jeulin is een gemeente in het Franse departement Eure-et-Loir (regio Centre-Val de Loire) en telt 116 inwoners (2009). De plaats maakt deel uit van het arrondissement Chartres.

## Geografie
De oppervlakte van Moinville-la-Jeulin bedraagt 5,9 km², de bevolkingsdichtheid is dus 19,7 inwoners per km².
De onderstaande kaart toont de ligging van Moinville-la-Jeulin met de belangrijkste infrastructuur en aangrenzende gemeenten.

## Demografie
Onderstaande figuur toont het verloop van het inwonertal (bron: INSEE-tellingen).